# Monomorium mayri
Monomorium mayri är en myrart som beskrevs av Auguste-Henri Forel 1902. Monomorium mayri ingår i släktet Monomorium och familjen myror. Inga underarter finns listade i Catalogue of Life.